# Marian Rose White
Pour plus de détails, voir Fiche technique et Distribution.
Marian Rose White est un téléfilm dramatique américain réalisé par Robert Day et sorti en 1982.

## Fiche technique
- Titre original : Marian Rose White
- Réalisation : Robert Day
- Scénario : Garry Rusoff
- Photographie : Richard C. Glouner
- Montage : Gregory Prange
- Musique : Billy Goldenberg
- Costumes : Bill Jobe et Barbara Siebert
- Décors : Dennis W. Peeples
- Casting : Lynn Stalmaster
- Producteur : Steve Nicolaides
  - Producteur délégué : Gerald W. Abrams
- Sociétés de production : Cypress Point Productions et Gerald Abrams Productions
- Sociétés de distribution : CBS
- Pays d'origine :  États-Unis
- Langue originale : anglais
- Format : couleur
- Genre : Drame
- Durée : 120 minutes
- Dates de sortie : 
  - États-Unis : 19 janvier 1982

## Distribution
- Nancy Cartwright : Marian Rose White
- Charles Aidman : Dr Ashcroft
- Ruth Silveira : Infirmière Hartman
- Louis Giambalvo : Eddy White
- Valerie Perrine : Stella White
- Katharine Ross : l'infirmière Bonnie MacNeill
- Frances Lee McCain : Brenda Moore
- John Putch : Randy
- Lillian Adams : Marie Bianca
- John W. Considine Jr. : Frank Wells
- Anne Haney : sœur Agatha
- Peter Hobbs : Dr Smith
- Robert Symonds : Dr Arnold
- Ian Abercrombie : Lord Bates
- Anne Ramsey : l'enseignante